# Campionati europei di tuffi 2019 - Piattaforma 10 metri sincro maschile
La gara della piattaforma 10 metri sincro maschile ai campionati europei di tuffi 2019 si è svolta l'8 agosto 2019, presso la Sport Arena Liko di Kiev. Vi hanno preso parte 6 coppie di atleti.

## Medaglie
| Posizione | Atleti                             | Paese         |
| --------- | ---------------------------------- | ------------- |
| Oro       | Aleksandr Belevcev Nikita Šlejcher | Russia        |
| Argento   | Oleh Serbin Oleksij Sereda         | Ucraina       |
| Bronzo    | Matthew Dixon Noah Williams        | Gran Bretagna |

## Risultati
| Pos. | Atleti                             | Nazionalità   | Finale | Finale |
| Pos. | Atleti                             | Nazionalità   | Punti  | Pos.   |
| ---- | ---------------------------------- | ------------- | ------ | ------ |
|      | Aleksandr Belevcev Nikita Šlejcher | Russia        | 417.30 | 1      |
|      | Oleh Serbin Oleksij Sereda         | Ucraina       | 413.16 | 2      |
|      | Matthew Dixon Noah Williams        | Gran Bretagna | 412.56 | 3      |
| 4    | Lev Sargsyan Vladimir Harutyunyan  | Armenia       | 352.80 | 4      |
| 5    | Karl Schöne Tom Waldsteiner        | Germania      | 343.98 | 5      |
| 6    | Julian Verzotto Maicol Verzotto    | Italia        | 342.78 | 6      |